# Czerniejewo (gromada)
Czerniejewo – dawna gromada, czyli najmniejsza jednostka podziału terytorialnego Polskiej Rzeczypospolitej Ludowej w latach 1954–1972.
Gromady, z gromadzkimi radami narodowymi (GRN) jako organami władzy najniższego stopnia na wsi, funkcjonowały od reformy reorganizującej administrację wiejską przeprowadzonej jesienią 1954 do momentu ich zniesienia z dniem 1 stycznia 1973, tym samym wypierając organizację gminną w latach 1954–1972.
Gromadę Czerniejewo z siedzibą GRN w mieście Czerniejewie (nie wchodzącym w skład gromady) utworzono – jako jedną z 8759 gromad na obszarze Polski – w powiecie gnieźnieńskim w woj. poznańskim, na mocy uchwały nr 19/54 WRN w Poznaniu z dnia 5 października 1954. W skład jednostki weszły obszary dotychczasowych gromad Graby, Kąpiel, Nidom i Rakowo, ponadto miejscowości Czerniejewo II i Goranin z dotychczasowej gromady Czerniejewo II oraz miejscowość Pakszyn z dotychczasowej gromady Szczytniki Czerniejewskie – ze zniesionej gminy Czerniejewo w tymże powiecie. Dla gromady ustalono 12 członków gromadzkiej rady narodowej.
1 stycznia 1960 do gromady Czerniejewo włączono obszar zniesionej gromady Szczytniki Czerniejewskie w tymże powiecie.
1 stycznia 1962 do gromady Czerniejewo włączono miejscowość Pawłowo ze znoszonej gromady Pierzyska w tymże powiecie.
Gromada przetrwała do końca 1972 roku, czyli do kolejnej reformy gminnej.  1 stycznia 1973 w powiecie gnieźnieńskim reaktywowano gminę Czerniejewo.